# Valky (Charkovská oblast)
Valky (ukrajinsky Валки; rusky Валки – Valki) jsou město v Charkovské oblasti na Ukrajině. Po administrativně-teritoriální reformě v červenci 2020 patří do Bohoduchivského rajónu, do té doby byly centrem Valského rajónu. Žije zde přibližně 8 700 obyvatel. K roku 2015 měly Valky přibližně 9 300 obyvatel.

## Poloha a doprava
Valky leží na řece Mži (přítoku Severního Doňce). Vede přes ně dálnice M03 z Kyjeva přes Charkov a Antracyt k rusko-ukrajinské hranici, po této dálnici je vedena rovněž Evropská silnice E40.

## Dějiny
Valky byly založeny v roce 1646. Na město byly poprvé povýšeny v roce 1780, ale později o status přišly. Znovu povýšeny na město byly v roce 1938.
Za druhé světové války byly Valky od 19. října 1941 do půlky září 1943 obsazeny německou armádou.

### Rodáci
- Petro Josypovyč Pančenko (1891–1978), spisovatel